# Cadillac XT6
Cadillac XT6 – samochód osobowy typu SUV klasy wyższej produkowany pod amerykańską marką Cadillac od 2019 roku.

## Historia i opis modelu

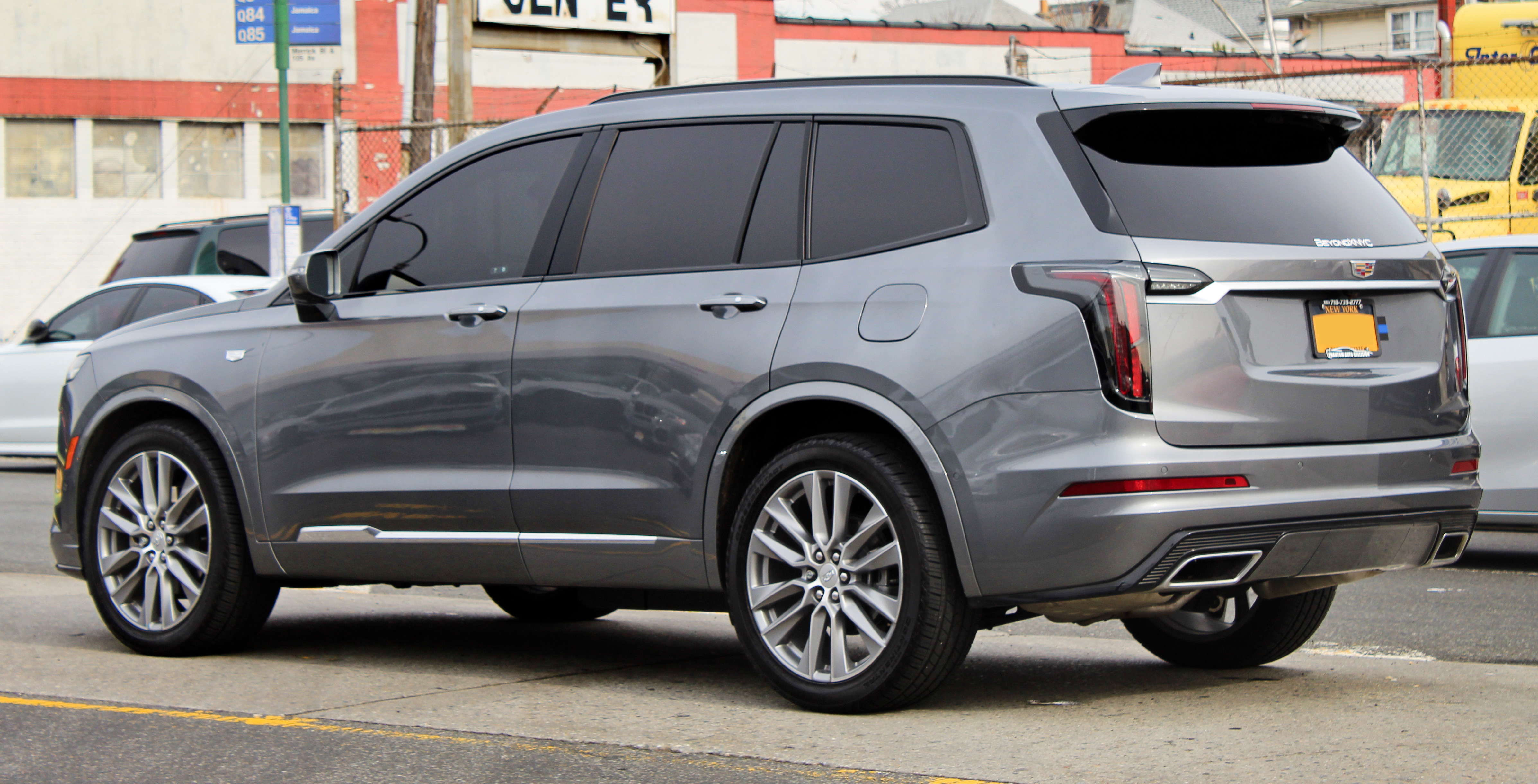
Cadillac XT6 - tył

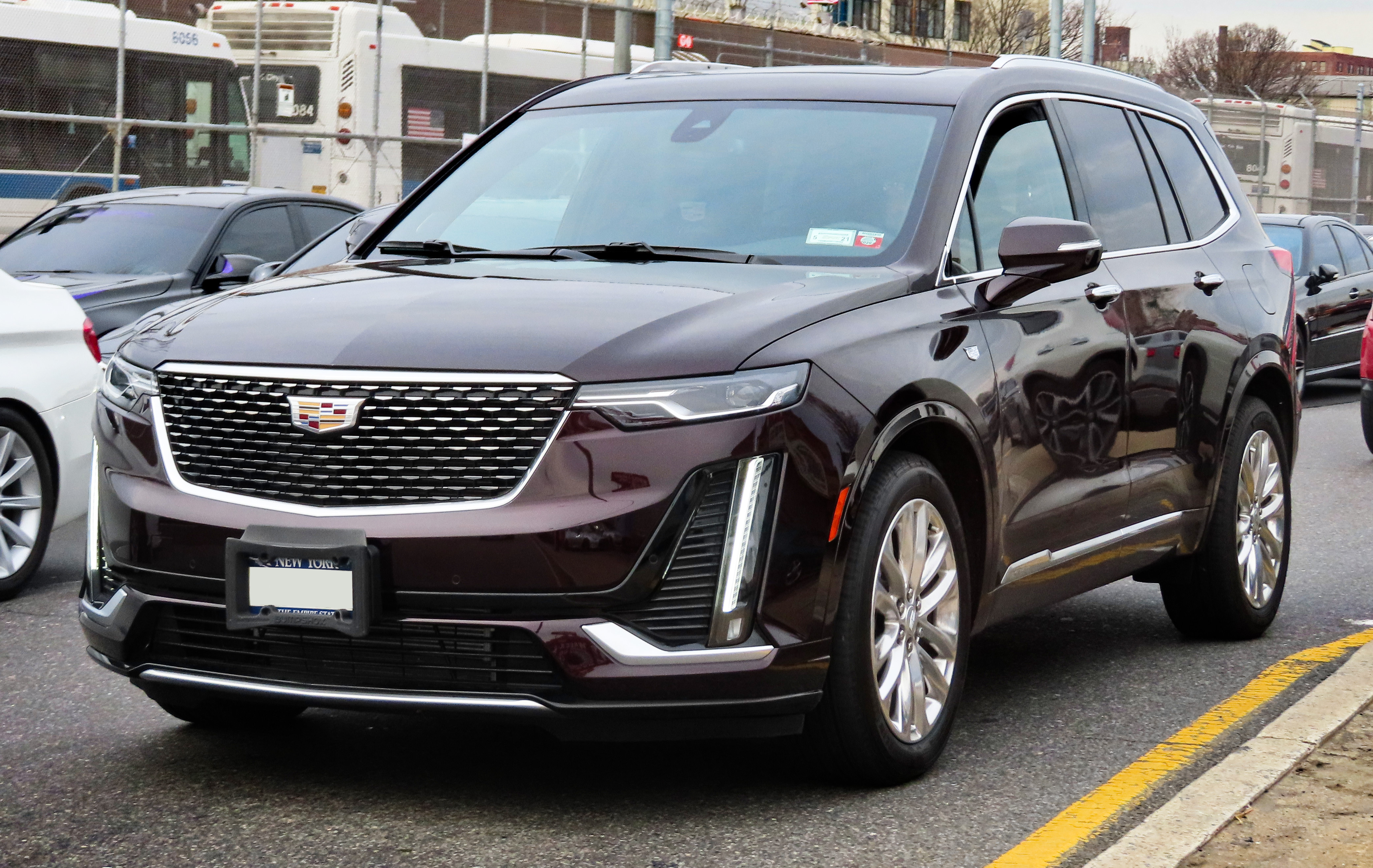
Cadillac XT6 Premium Luxury

Pierwsze zdjęcia zamaskowanych, przedprodukcyjnych egzemplarzy nowego SUV-a Cadillaca zostały opublikowane w internecie w lecie 2018 roku. Oficjalne informacje i fotografie modelu XT6 Cadillac opublikował w pierwszej połowie stycznia 2019 roku, a światowy debiut odbył się podczas salonu samochodowego w Detroit w tym samym miesiącu. Samochód uzupełnił ofertę SUV-ów marki, plasując się między modelami XT5 a Escalade. 
Pojazd powstał jako odpowiedź Cadillaca na duże SUV-y marek premium, takich jak m.in. Audi Q7 czy Lexus LX, przedstawiając zarazem nowy kierunek stylistyczny amerykańskiej marki - XT6 zyskał charakterystyczne, trójramienne tylne lampy, a także wąskie przednie reflektory i ozdobiony mniejszą ilością chromu grill. Samochód wyposażony jest w trzy rzędy siedzeń, mogąc przetransportować do 7 pasażerów.

### Sprzedaż
Sprzedaż Cadillaca XT6 ruszyła na rynku Ameryki Północnej i Chin w lipcu 2019 roku. Z kolei w Rosji producent rozpoczął sprzedaż XT6 w lutym 2020 roku.

### Wersje wyposażenia
- Premium Luxury
- Sport

### Silniki
- R4 2.0 Turbo LSY 237 KM (USA & Chiny)
- V6 3.6 High Feature LGX 310 KM (USA)